# 【Hg】ハイドリウム
『【Hg】ハイドリウム』（エイチジー ハイドリウム、Archer Maclean's Mercury）は、ソニー・コンピュータエンタテインメントより2005年8月4日に発売されたPlayStation Portable用アクションパズルゲーム。
続編として『タマラン』（『たまらん』）と『Mercury Hg』がある。シリーズの日本語ローカライズおよび北米版発売元はイグニッション・エンターテイメント。

## 概要
アナログスティックでステージを傾けることで水銀玉を転がし、ゴールへ導くマーブルマッドネス風のアクションパズルゲームだが、本作で転がす玉は水銀（タイトルのHgは水銀の元素記号）であるため、玉が分裂、結合するのが特徴である。また、ステージ内のドアやスイッチといった施設は特定の色に反応するため、ペイントシャワーで水銀を着色したり、違う色同士の水銀玉を結合させて色を変える必要がある。

## タマラン
『タマラン』(TAMA-RUN、Mercury Meltdown)は、ソニー・コンピュータエンタテインメントより2006年8月24日に発売されたPSP用ゲームソフト。
前作の72ステージから128ステージに増えた（いずれも隠しステージを除く）ほか、水銀玉を加熱・冷却することで玉が液体、半液体、個体に変化するギミックが加えられた。
CMではBGMに岡村孝子「夢をあきらめないで」が用いられた。2007年10月1日にはiアプリ版が配信開始された（一部機種は直感ゲームに対応）。

## たまらん
『たまらん』(tama-run、Mercury Meltdown Revolution)は、イグニッション・エンターテイメントより2009年8月27日に発売されたWii用ゲームソフト。海外では2007年に発売されている。
北米や欧州で発売されていたPlayStation 2版(Mercury Meltdown Remix)同様、PSP版の移植であるが、Wiiリモコンの傾き操作（加速度センサー）にも対応している。

## Mercury Hg
『Mercury Hg』は、2011年9月に海外でのみPlayStation NetworkとXbox Live Arcadeにてダウンロード発売された。